# 타이거다이렉트
타이거다이렉트(TigerDirect)는 길버트 피오렌티노, 칼 피오렌티노, 다니엘 브라운이 1987년에 설립한 소매점으로, 온라인 상에서 직접 컴퓨터 전자 부품을 취급한다. 시스테멕스가 소유하던 1996년까지 플로리다 마이애미에 설립된 회사가 개인 소유였다.